# Eleições legislativas de Angola de 2008
As Eleições legislativas de 2008 em Angola foram realizadas em a 5 e 6 de setembro de 2008, como anunciado pelo presidente José Eduardo dos Santos a 27 de dezembro de 2007.
Os angolanos votaram pela primeira vez, desde 1992, para escolher, entre 14 formações políticas, o seu segundo parlamento desde que se tornou independente de Portugal, em 1975. A União Africana foi convidada a enviar observadores para o processo de votação e apuração dos votos. A União Europeia mandou uma equipa de 90 observadores.
Concorreram às legislativas em Angola 10 partidos políticos e quatro coligações. Estavam registados 8,3 milhões de eleitores para eleger os 220 deputados à Assembleia Nacional e o novo Governo. Os partidos PDA, PSD, PREA (entre dezenas de outros partidos) não reuniram as pré-condições exigidas pela Comissão Nacional Eleitoral.

## Recenseamento
O registo de eleitores deveria ter tido lugar entre o final de 2006 e o ano de 2007. Originalmente, estava programado para acontecer em 1997, mas foi adiado numerosas vezes devido a problemas organizacionais e logísticos.. No início de Agosto de 2007, um mês antes do final do período de registo, mais de sete milhões de eleitores já haviam se recenseado para as eleições.. Mais de oito milhões estavam recenseados em Agosto de 2008.

## Acusação de intimidação
A oposição acusou o partido do MPLA de atacar uma delegação que fazia campanha na cidade de Londuimbali, na região central do país. Sendo que se tratava de um comportamento de grupo isolados.
Em comunicado, a UNITA afirmou que o MPLA, realizou um "ataque violento com mais de 100 agressores munidos de pedras e paus" a uma delegação que fazia campanha da oposição na Província de Huambo. 

## Pedido de reorganização
O principal partido da oposição no país, União Nacional para a Independência Total de Angola (UNITA), por meio do seu presidente Isaias Samakuva pediu a repetição das eleições legislativas no país no prazo de oito dias devido aos atrasos que marcaram o pleito realizado no dia 5, descrita pelo líder da oposição como "um desastre", com inúmeros atrasos por todo o país. Além disso, foi pedido à comissão a realização de um novo pleito. Os observadores da União Europeia reclamaram, também, da desorganização na votação, na qual o partido da situação, MPLA, esperava estender o seu governo de mais de três décadas.

## Resultados
A Comissão Nacional Eleitoral (CNE) divulgou em 10 de Setembro os últimos resultados parciais das legislativas angolanas, os quais confirmam a vitória do governista Movimento Popular de Libertação de Angola (MPLA) com 81,76% dos votos emitidos.
Segundo a CNE, o MPLA recebeu 4.520.453 votos, contra 572.523 da União Nacional para a Independência Total de Angola (UNITA), que correspondem a 10,36% e colocam o principal partido opositor em segundo lugar na preferência do eleitorado angolano.
Em terceiro lugar ficou o Partido de Renovação Social (PRS), com 173.546 votos, que representam 3,14% do total.